# Шамовский, Элья Хононович
Элья Хононович Шамовский — советский ученый, специалист в области металлургии, профессор. 

## Биография
Окончил Механический факультет Томского политехнического института в 1929 году.
С 1941 по 1945 год разработал совместно с Зарвиным и Грдиной технологию производства стали. Основатель кафедры МОМЗ и ТМ факультета СибГИУ. В 1966 году основал кафедру металлургии и технологии сварочного производства.
Элья Шамовский — крупный специалист в области газопламенной обработки металлов.
Сын — Вадим Эльевич Шамовский, кандидат технических наук, доцент, заведующий кафедрой НФИ Кемеровского государственного университета.

### Об ученом
Особая гордость университета — его педагоги. Умные, интеллигентные люди, одержимые своей работой. Традиции образования и воспитания были заложены основателями вуза — Ю. В. Грдиной, Э. Х. Шамовским, Л. Г. Рубиным.
Председатель правления ОАО АБ «Кузнецкбизнесбанк» Юрий Николаевич Буланов

В первые дни войны многие студенты и преподаватели ушли добровольцами на фронт. Оставшиеся помогали перестраивать работу комбината под военные нужды. Опытная плавка и прокачка первого слитка броневой стали была проведена на КМК под руководством профессора СМИ Ю. В. Грдины. Ученые института — Е. Я. Зарвин, А.А, Говоров, И. С. Назаров, Э. Х. Шамовский — вместе с производственниками решали актуальную для Отечества задачу — как выпускать танковую броню из того сырья, которое было под рукой. Ведь многие рудники находились под фашистской оккупацией. Так родились совершенно новые технологии выплавки маломарганцовистого чугуна и стали, газовой зачистки слитков металла и другие.